# Kaspar Jolk
Kaspar Heinrich Jolk (* 14. Juli 1881 in Schwitten, Kreis Iserlohn; † 4. September 1960 in Wiesbaden-Erbenheim) war ein deutscher Bankdirektor.
Er war Vorsitzender der Genossenschaftlichen Zentralbank in Frankfurt am Main.

## Ehrungen
- 1952: Verdienstkreuz (Steckkreuz) der Bundesrepublik Deutschland